# コマルクワガタ属
コマルクワガタ属(コマルクワガタぞく、Dorculus)は昆虫綱・甲虫目・クワガタムシ科に属する分類群。

## 形態
大きくも3cm程の小型クワガタムシ。一般のクワガタと異なり、本属の性的二形は非常に不明瞭で、細部の特徴にしか区別できない。雌雄共に大アゴは不発達、一般のクワガタのメスの様な外見を持つ。

## 分類
性的二形の乏しい特徴から、コマルクワガタ属は原始的なクワガタムシと思われるが、遺伝子分析によると本属は側系統であるノコギリクワガタ属から分化すると解明されている。

## 種
以下3種が知られているほか、オーストラリア北部からは不明種も得られている。
- コマルクワガタ D. bouvieri Didier,1930 ティモール島に分布する。本属中最も記載が古い基準種であるにもかかわらず追加個体が得られていないため、詳細は不明とされる。世界のクワガタムシ大図鑑(Mizunuma et Nagai,1994)にはタイプ標本が図示されている。

- ディフォルミペスコマルクワガタ D. difformipes Didier,1930 オーストラリア北部に分布する。なお、タイプ標本の精査が行われた結果、世界のクワガタムシ大図鑑(Mizunuma et Nagai,1994)にて本種とされている個体は同属の不明種であることが判明した。後に発行された世界のクワガタムシ大図鑑(Fujita,2010)に図示されている個体が本種である。

- ロンボクコマルクワガタ D. lombokensis Okuda,2006 インドネシア・ロンボク島に分布する。